# Hutton-Bericht
Der Hutton-Bericht (Report of the Inquiry into the Circumstances Surrounding the Death of Dr. David Kelly C.M.G.) ist der Ergebnisbericht einer gerichtlichen Untersuchung in Großbritannien zum Tod des Waffenexperten Dr. David Kelly. Kelly war von der BBC als Quelle für Vorwürfe angegeben worden, die damalige Labour-Regierung habe die militärische Bedrohung durch den Irak unverhältnismäßig dargestellt, woraufhin er Selbstmord begangen hatte. Die Untersuchung dauerte von August 2003 bis Januar 2004 an und fand unter Vorsitz des namensgebenden Lordrichters Brian Hutton statt.

## Hintergrund
Im Vorfeld des Irakkrieges veröffentlichte die britische Regierung unter Tony Blair am 24. September 2002 ein angeblich auf aktuellen Geheimdienstinformationen beruhendes Dossier über irakische Massenvernichtungswaffen. Das Dossier ließ unter anderem den Eindruck entstehen, der Irak sei in der Lage, binnen 45 Minuten Raketen auf britische Stützpunkte abzufeuern. In einer Rede im House of Commons wiederholte Blair die Behauptung, es gäbe aktive Pläne für den Einsatz solcher Waffen, die auch gegen die irakische Bevölkerung verwendet werden könnten.

Im Mai 2003 warf der BBC-Waffenexperte Andrew Gilligan in einer Sendung der Regierung vor, eine Anweisung erteilt zu haben, das Dossier aufzubauschen ("sexed up"). Unter anderem behauptete er, der Regierung sei bewusst gewesen, dass die Aussagen, Massenvernichtungswaffen könnten innerhalb von 45 Minuten eingesetzt werden, falsch seien. In der Sendung berief er sich auf einen Amtsträger, der an der Verfassung des Dossiers beteiligt gewesen sei, der ihm mitgeteilt habe, die Behauptung sei gegen Widerstand von der Regierung ins Dossier aufgenommen worden und nicht vertrauenswürdig.
"'It was transformed in the week before it was published to make it sexier. The classic example was the claim that weapons of mass destruction were ready for use within 45 minutes. That information was not in the original draft. It was included in the dossier against our wishes, because it wasn't reliable.'"

"'Es [das Dossier] wurde in der Woche vor der Veröffentlichung umgestaltet, um es attraktiver zu machen. Das klassische Beispiel war die Behauptung, dass Massenvernichtungswaffen innerhalb von 45 Minuten zum Einsatz bereit wären. Diese Information war nicht im ursprünglichen Entwurf enthalten. Ins Dossier wurde sie entgegen unseren Wünschen aufgenommen, weil sie nicht zuverlässig war.'"
Es folgten sofort Dementi der Regierung und diese forderte gleichzeitig die BBC zur Offenlegung ihrer Quellen auf. Nach einigem Hin und Her und Beteuerungen seitens der BBC, verlässliche Informationen zu haben, gaben die Verantwortlichen am 9. Juli diesem Wunsch nach. Kelly beging daraufhin am 17. Juli angeblich Selbstmord. Ob es sich tatsächlich um Selbstmord handelte und inwiefern das Irak-Dossier der Regierung tatsächlich aufgebauscht worden war, sollte die Untersuchung Huttons klären, die die Regierung am Tag nach dem Tod des Waffenexperten in Auftrag gab.

## Untersuchung
Die Untersuchung begann am 1. August. In mehreren Phasen wurden die betroffenen Personen befragt, unter anderem Andrew Gilligan und andere BBC-Mitarbeiter, der damalige Verteidigungsminister Geoff Hoon, Alastair Campbell, Tony Blair und Mitglieder der Familie Kelly. Die Beweisaufnahme wurde am 24. September abgeschlossen.

## Bericht
Der Bericht wurde am 28. Januar 2004 veröffentlicht und umfasste 750 Seiten mit 13 Kapiteln. Im Wesentlichen bestand er aus Hunderten von Dokumenten (Briefe, E-Mails, Gesprächsmitschnitte usw.), die während der Befragung veröffentlicht wurden.

### Anfangsverdacht
Die Regierung wurde im Bericht weitaus mehr entlastet, als es die meisten Beobachter erwartet hatten, da zuvor folgende Vermutungen geäußert und teilweise bestätigt worden waren:
- Die Wortwahl des Dossiers sei im Rahmen der verfügbaren Geheimdienstinformationen auf Vorschlag von Tony Blairs Presseberater Alastair Campbell dahingehend geändert worden, dass ein möglichst starker Kriegsgrund bestehe.
- Experten der Geheimdienste hätten Bedenken gegenüber der Wortwahl des Dossiers geäußert.
- Alastair Campbell und Geoff Hoon hätten Kellys Namen (anstatt der anfangs zögerlichen BBC) veröffentlichen wollen.
- Der Premierminister selbst habe einem Treffen vorgesessen, auf dem entschieden worden sei, dass Kellys Name auf Anfrage von Journalisten bestätigt werden solle.

### Schlussfolgerungen
Dennoch kam Lordrichter Hutton nach sehr ausgiebigen Untersuchungen und eingehenden Befragungen zu folgenden Schlussfolgerungen:
- Hutton war überzeugt, dass sich Kelly selbst das Leben nahm.
- Es gab keine heimliche Regierungsstrategie, ihn als die Quelle der BBC zu entlarven.
- Die Anschuldigung von Andrew Gilligan war nicht fundiert und die Prozesse innerhalb der BBC weisen Defekte auf.
- Das Dossier war nicht beschönigt, sondern entsprach den zu der Zeit vorliegenden Unterlagen, obwohl nicht ausgeschlossen werden konnte, dass geheimdienstliche Institutionen "unterbewusst" durch die Regierung beeinflusst worden waren.
- Das Verteidigungsministerium trug eine Mitschuld am Tod Kellys insofern, als es Kelly nicht im Vorhinein von seiner Strategie, dessen Namen zu nennen, informiert habe.

## Kritik
Nach der Veröffentlichung des Untersuchungsberichtes wurde Hutton von mehreren britischen Tageszeitungen attackiert. The Independent warf Hutton beispielsweise eine „Reinwaschung“ der Regierung und eine „merkwürdige Unausgeglichenheit“ der Ergebnisse vor.
Nach der Veröffentlichung der Ergebnisse im Januar 2004 im Hutton-Bericht entschuldigte sich die BBC mehrmals bei Premierminister Tony Blair.
Innerhalb der BBC entbrannte in der Folge ein heftiger Streit. Mitarbeiter warfen der Leitung vor, den Bericht Lord Huttons akzeptiert zu haben, obwohl BBC-Anwälte darin zahlreiche Fehler entdeckt hätten. Die BBC-Anwälte bemängelten, dass zwölf wichtige Bereiche in Lord Huttons Bericht ignoriert worden seien. Die Ergebnisse des vorgestellten Berichts seien demnach falsch.
BBC-Insider erklärten dem Blatt The Independent, dass der Bericht der Anwälte eine breite Basis für das Unternehmen geboten hätte, Lord Huttons Ergebnisse anzufechten – vielleicht auf dem juristischen Weg. Dies, heißt es in dem Zeitungsbericht, sei jedoch innerhalb der BBC-Führung nur kurz beraten und verworfen worden. Stattdessen traten als Konsequenz Generaldirektor Greg Dyke und Aufsichtsratschef Gavyn Davies zurück.
Spätere Nachforschungen basierend auf Dokumenten der damaligen US- und britischen Regierung, die im National Security Archive der George Washington University veröffentlicht wurden, kommen zu einem belastenden Ergebnis in Hinblick auf die damaligen Dossiers zu irakischen Massenvernichtungswaffen. Die Untersuchungen zeigen auf, dass die beiden Regierungen ihre Berichte während des Anfertigungsprozesses miteinander ausgetauscht haben, um "Inkonsistenzen" zu vermeiden und auf diese Weise sicherzustellen, dass die Berichte einander "ergänzen", anstatt einander zu "widersprechen". Die Urheber dieser Nachforschungen sprechen hier von "koordinierten Propagandaanstrengungen" (Zitat: "The documents also show that: [...] Both sides accelerated the drafting of their white papers in September 2002 as part of a coordinated propaganda effort.").